# Guillaume II de Marseille
Guillaume II de Marseille, est né vers 980 certainement dans la vicomté de Marseille et mort en 1047 dans la vicomté de Marseille est le troisième vicomte de Marseille, issue de la famille vicomtale.
Il achève de relever de ses ruines l’abbaye Saint-Victor de Marseille, dont les Sarrasins n'avaient pas laissé une pierre debout. Il démembre la vicomté de Marseille et continue à enrichir l’Église en donnant des terres et des bénéfices à l'abbaye. Guillaume et ses frères sont très pieux.

## Biographie

### Origines
Guillaume II de Marseille est le fils de Guillaume de Marseille (vers 935-1004) et de Bellilde. Son père a vu grâce aux libéralités du comte d'Arles, ses terres s'accroître. Il avait commencé à relever de ses ruines l’abbaye Saint-Victor de Marseille, dont les Sarrasins n'avaient pas laissé une pierre debout. Il avait restitué ou donné des terres et des bénéfices à l'abbaye. Son père, très pieux, est moine bénédictin pendant les dernières années de sa vie.

### Vicomte

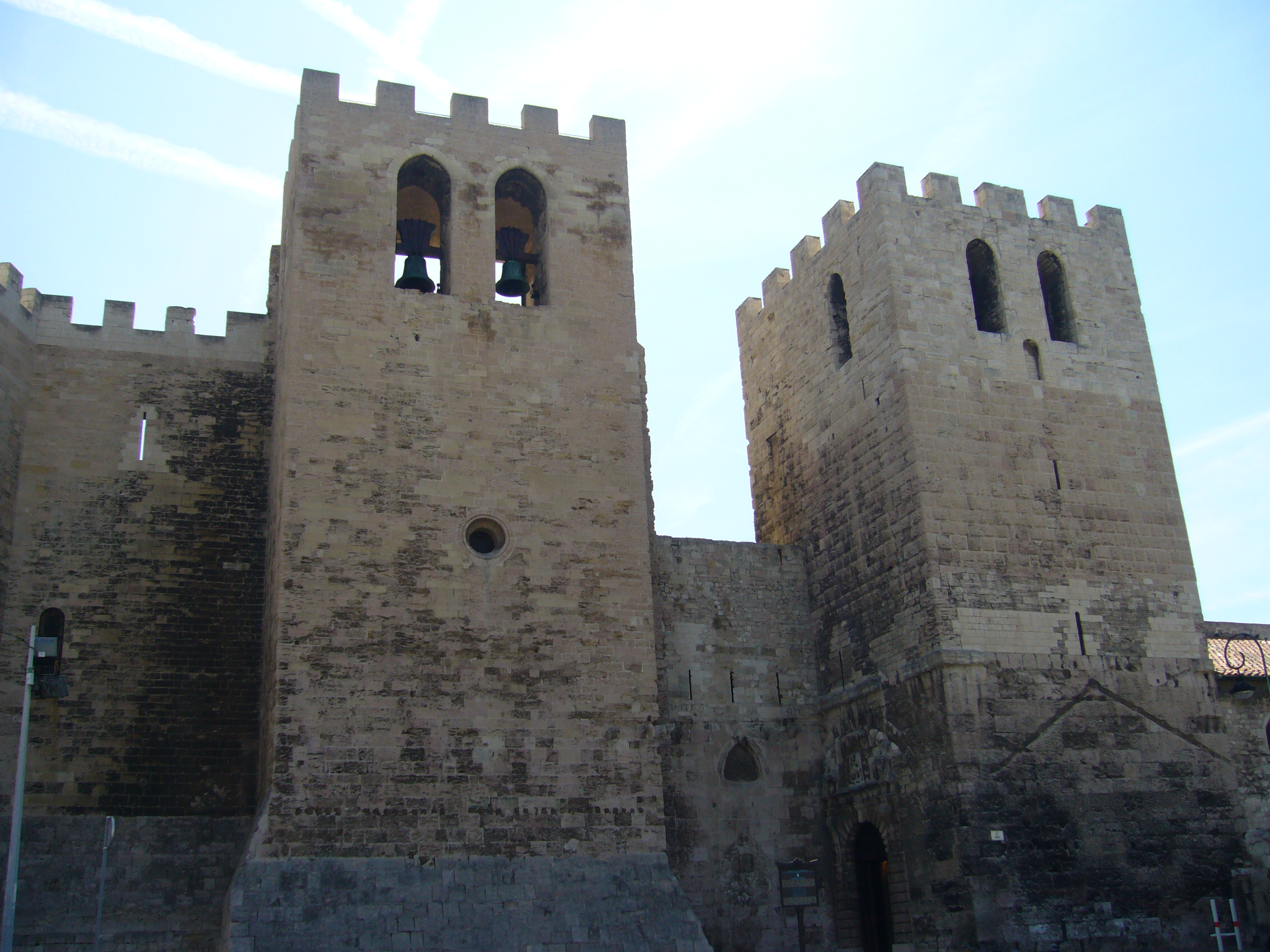
L'abbaye Saint-Victor de Marseille.

La ville basse et le restant du fief échoient, par portions égales, à Guillaume le gros et Fulco. Guillaume II de Marseille fait de grands biens à diverses églises. Mais en réalité c’est l’ensemble des héritiers qui se distingue par les mêmes prodigalités envers les couvents et les églises. Ils cèdent notamment à l’abbaye Saint-Victor de Marseille, en 1014, les églises de Saint-Mitre à Marseille, de Saint-Martin et de Saint-Laurent, situées sur le territoire d'Aubagne, et une partie de leurs droits seigneuriaux sur Pourcieux, Peynier, Ollières, Saint-Andiol et La Môle, ainsi qu'un droit de pêche dans l’Huveaune, depuis l'embouchure du Jarret jusqu'à la mer. En outre, ils lui feront restituer la terre de Maravilhan, que leur avaient léguée Sifroi, seigneur provençal, et sa femme Exlemba, et dont quelques particuliers s'étaient emparés. Sous ces deux vicomtes, Marseille et témoin seront d'une cérémonie en  1043 dont une bulle a conservé le souvenir. Guillaume et son frère Honoré avaient entrepris la restauration de l'église de Saint-Victor, détruite par les Normands au IXe siècle. Ysarn, le nouveau prieur de Saint-Victor, Guillaume II et Fulco auront la gloire d'achever l'œuvre commencée par Viffred et Guillaume de Marseille, et la dédicace de l'édifice donna lieu à l'une des plus belles fêtes religieuses que l’on ait vues, au dire de la bulle.
La conversion du donateur est au centre des préoccupations de l’acte de donation passé en 1014 par le vicomte Guillaume II de Marseille en faveur de l’abbaye Saint-Victor de Marseille. Le rédacteur rappelle, à l’appui d’un passage extrait du livre du prophète Ézéchiel (33,11), que Dieu veut que le pécheur puisse atteindre la vie éternelle. Mais pour que le Seigneur exerce sa miséricorde, pour qu’en définitive il accorde son pardon, le pécheur doit changer de conduite : il faut « qu’il se convertisse » (ut convertatur). La transformation de l’homme est donc au départ de son salut. Les moyens de cette conversion, comme le suggère la suite du même préambule, se trouvent dans la donation de biens terrestres avec lesquels le vicomte espère pouvoir obtenir les biens célestes (ut pro terrenis celestia adquirere valeam). La transformation de l’homme passe par celle de ses biens, des biens qui, comme le souligne Guillaume, ont été reçus du Seigneur lui-même (de ea que illi mihi contulit). Six ans auparavant, lors d’une autre donation de Guillaume et de ses frères, on rappelle que donner ce qu’on reçoit permet de réaliser l’heureuse commutation (felice commutatione) de ce qu’on ne peut que temporairement posséder, et avoir la jouissance en récompense pour l’éternité, car, comme il est dit dans le livre de l’Apocalypse, « les œuvres suivent ceux qui les ont accomplies » (Ap 14,13).
Guillaume II et Fulco, époux d'Odile, pratiquent  de grands exercices de piété et s'enferment, pendant le carême, l'un dans une maison voisine de Saint-Victor et l'autre dans la prévôté de la cathédrale. Une obésité remarquable vaut à Guillaume le surnom de Gros. Il devance dans la tombe Fulco, mort en 1047.

## Famille
Guillaume II se marie en 999 avec Accélena de Fos, fille de Pons de Fos. Ils ont :
- Pons II, évêque de Marseille, décédé en 1073 ;
- Guillaume III de Marseille ;
- Aicard de Marseille, vicomte d'Arles et de Marseille ;
- Aimerude de Marseille mariée avec Francon de Fréjus ;
- Geoffroy de Marseille, vicomte avec ses frères à la mort de son père.

Guillaume II se remarie en 1019 avec (hypothèse) Étiennette, fille de Bertrand Ier de Provence, d'où :
- Étienne, mort jeune ;
- Bertrand, mort jeune ;
- Pierre dit Saumade, tige des seigneurs de Solliès, mari d'Odoara Thucia[5] ;
- Liégearde, mariée en 1023 avec Alfant Ier, vicomte de Mézoargue ;
- Étiennette, mariée avec Geoffroi Ier de Provence[6].

Trois des fils de Guillaume le Gros portent à leur tour le titre vicomtal en indivis : Guillaume (dit le Jeune), Geoffroy, et Aicard. Guillaume le Jeune, probablement l'aîné, n'a qu'un seul fils qui vivra assez vieux pour hériter du titre, mais n'aura pas de descendance. C'est donc son cadet, Geoffroy de Provence qui transmet le titre vicomtal à ses fils Hugues-Geoffroy et Pons.